# توشییوکی کورویوا
توشییوکی کورویوا (انگلیسی: Toshiyuki Kuroiwa؛ زادهٔ ۲۷ february ۱۹۶۹ (۵۶ سال)) اسکیت‌باز سرعت اهل ژاپن است.